# 李德懋
李德懋（?—?），唐朝宗室，襄邑王李神符的次子，唐太祖李虎的曾孙，郑王李亮的孙子。
李神符有子七人，武德初年，并封郡王，后例降封县公。李德懋官至少府监、刑部尚書，封临川郡公。李神符的儿子中，以次子李德懋、少子李文暕最知名。

## 子孙
- 李思齐，左卫将军
  - 李知贤，鄜城令
    - 李模，司农卿，谥敬
      - 李词，太子宾客、守散骑常侍
        - 李颢钧，吏部郎中

      - 李话，将作监
      - 李谞，明州刺史
        - 李从规，左谏议大夫
        - 李从矩，怀州刺史
        - 李从毅，字仁卿，检校刑部郎中
          - 李竦，字特卿

        - 李从晦，字含章，兴元节度使、检校工部尚书
          - 李伸，国子监主簿
          - 李俶，司农寺主簿
          - 李擢，字大用
          - 李拙，成都府参军
          - 李招
          - 李择，字仁表，尚书右丞

        - 李从乂，太常卿，赠礼部尚书
          - 李濬沖，右拾遗
          - 李濬源，检校户部员外郎
          - 李润甫，太子左庶子
            - 李敬愉，左谏议大夫
              - 李仁峤，试协律郎
              - 李仁峻，弘文馆校书郎
                - 李惟邈

            - 李敬悦，大理司直
              - 李昌忠
              - 李昌岳，摄泉州衙推
                - 李惟植

              - 李昌屿
                - 李梨

          - 李琡，字德昭，嫁孟启

        - 李从师，太子左赞善大夫
        - 李从吉，江陵少尹
        - 李从方，太子左庶子
        - 李从贞，宗正少卿
        - 李从实，咸阳县尉、史馆修撰

      - 李诲，福建观察使

  - 李知道，左卫长史
    - 李昌源，邓州别驾
      - 李开，河中府同录
        - 李弘休，監察御史
        - 李寘，亳州司仓参军
          - 李公绰，字有裕，检校屯田员外郎
            - 李裴老
            - 李沙儿

          - 李官郎
          - 李荣贵

      - 李闬，累赠工部侍郎
- 李思温，襄州别驾、监门卫郎将、东京副留守
  - 李芳，仪王府谘议
    - 李怡，虔王府长史
      - 五子

  - 李公
    - 李萼，左千牛、京兆府折冲、右率府郎将
- 李思行，右卫郎将
- 法琬，宣化寺尼姑